# 张爱莎
张爱莎（Ailsa Chang）是一名美国记者。她目前正在国家公共广播电台（NPR）上《Planet Money》和《All Things Considered》做广播。她曾在美国国会为NPR报道。

## 生平
相继获得斯坦福大学的学士学位和法学院的法律学位。毕业后在美国上诉法院法官小约翰·T·努南手下擔任法律文員。2008年入選NPR的Kroc獎助計劃。她在NPR写了一份關於底特律公设辩护律师制度的调查报告，該報告于2009年在美国国家公共电台播出，並獲得2010年丹尼尔·斯科尔新闻奖。2009年加入了WNYC电台，参与报道了刑事司法、恐怖主义和法院新聞。在WNYC还撰写过一份关于纽约市警察局搜查政策的调查报告。这个系列于2011年在美国国家公共电台播出，为她赢得了2012年阿尔弗雷德·杜邦-哥伦比亚大学奖的银色指挥棒。2012年回到美国国家公共电台。目前是《Planet Money》的通讯记者。此前，她曾报道过美国国会的活动，特别是在移民、医疗和枪支管制等领域。2018年1月1日，她与Ari Shapiro、Audie Cornish和Kelly McEvers共同主持下午系列节目《NPR：通晓天下之形势》。